# Wayne Isham
Wayne Isham (Los Angeles, 2 dicembre 1958) è un regista statunitense, noto per la sua prolifica produzione di video musicali.

## Videografia
- Caught in the Act (cameraman) - Styx (1984)
- Smokin' in the Boys Room - Mötley Crüe (1985)
- Home Sweet Home - Mötley Crüe (1985)
- Turbo Lover - Judas Priest (1986)
- Locked In - Judas Priest (1986)
- You Give Love a Bad Name - Bon Jovi (1986)
- Livin' on a Prayer - Bon Jovi (1986)
- Wanted Dead or Alive - Bon Jovi (1987)
- Never Say Goodbye - Bon Jovi (1987)
- Heat of the Night - Bryan Adams (1987)
- Girls, Girls, Girls - Mötley Crüe (1987)
- Wild Side - Mötley Crüe (1987)
- You're All I Need - Mötley Crüe (1987)
- So Emotional - Whitney Houston (1987)
- In the Round in Your Face - Def Leppard (1987)
- Pour Some Sugar on Me - Def Leppard (1988)
- Bad Medicine - Bon Jovi (1988)
- Born to Be My Baby - Bon Jovi (1988)
- I'll Be There for You - Bon Jovi (1989)
- Lay Your Hands on Me - Bon Jovi (1989)
- Living in Sin - Bon Jovi (1989)
- Delicate Sound of Thunder (concert film) - Pink Floyd (1988)
- Pink Floyd a Venezia: Un Concerto per l'Europa - Pink Floyd (1988)
- Dr. Feelgood - Mötley Crüe (1989)
- 18 And Life - Skid Row (1989)
- Painkiller - Judas Priest (1990)
- A Touch of Evil - Judas Priest (1990)
- Black Cat - Janet Jackson (1990)
- Enter Sandman - Metallica (1991)
- Operation: Livecrime (concert film) - Queensrÿche (1991)
- Spending My Time - Roxette (1992)
- Church of Your Heart - Roxette (1992)
- Rest in Peace - Extreme (1992)
- Bed of Roses - Bon Jovi (1992)
- In These Arms - Bon Jovi (1993)
- Symphony of Destruction - Megadeth (1992)
- Sweating Bullets - Megadeth (1993)
- 99 Ways to Die - Megadeth (1993)
- Whatzupwitu - Eddie Murphy featuring Michael Jackson (1993)
- 5 Minutes Alone - Pantera (1994)
- You Are Not Alone - Michael Jackson (1995)
- Boyz II Men: Going Home - Boyz II Men (1995)
- When You Love a Woman - Journey (1996)
- Cunning Stunts - Metallica (1997)
- Because of You  -  98 Degrees (1998)
- S&M - Metallica San Francisco Symphony Orchestra (1999)
- I Want It That Way - Backstreet Boys (1999)
- Livin' la vida loca - Ricky Martin (1999)
- Swear It Again (UK version) - Westlife (1999)
- Give Me Just One Night (Una Noche)  -  98 Degrees (2000)
- Try Again - Aaliyah (2000)
- She Bangs - Ricky Martin (2000)
- I Disappear - Metallica (2000)
- Bye Bye Bye - 'N Sync (2000)
- It's Gonna Be Me - 'N Sync (2000)
- It's My Life - Bon Jovi (2000)
- Pop - 'N Sync (2001)
- I'm Not a Girl, Not Yet a Woman - Britney Spears (2001)
- Nobody Wants to Be Lonely -- Ricky Martin & Christina Aguilera (2001)
- The One You Love - Paulina Rubio (2002)
- Frantic - Metallica (2003)
- Days Go By - Keith Urban (2004)
- Seize the Day - Avenged Sevenfold (2006)
- It Ends Tonight - The All-American Rejects (2006)
- Non Siamo Soli - Eros Ramazzotti & Ricky Martin (2007)
- If That's OK with You - Shayne Ward (2007)
- Piece of Me - Britney Spears (2007)
- The Best Damn Thing - Avril Lavigne (2008)
- Forgive Me- Leona Lewis (2008)
- Your Love Is a Lie - Simple Plan (2008)
- Afterlife - Avenged Sevenfold (2008)
- In Love with a Girl - Gavin DeGraw (2008)
- Light On - David Cook (2008)
- Don't Think I Don't Think About It - Darius Rucker (2008)
- My Hallelujah Song - Julianne Hough (2008)
- Winter Wonderland - Darius Rucker (2008)
- My Life Would Suck Without You - Kelly Clarkson (2009)
- Broken, Beat & Scarred - Metallica (2009)
- It Won't Be Like This for Long - Darius Rucker (2009)
- Rusted from the Rain - Billy Talent (2009)
- Alright - Darius Rucker (2009)
- All The Right Moves - OneRepublic (2009)
- Time for Miracles - Adam Lambert (2009)
- Resistance - Muse (2009)
- Orgullo, pasión y gloria: Tres noches en la Ciudad de México - Metallica (2009)
- I Like It - Enrique Iglesias (2010)
- Nightmare - Avenged Sevenfold (2010)
- Love Left to Lose - Sons of Sylvia (2010)
- Beautiful Monster - Ne-Yo (2010)
- Champagne Life - Ne-Yo (2010)
- Insatiable - Nadine Coyle (2010)
- What Do You Got? - Bon Jovi (2010)
- Hollywood Tonight - Michael Jackson (2011)
- So Far Away - Avenged Sevenfold (2011)
- These Days - Foo Fighters (2012)
- Quebec Magnetic - Metallica (2012)
- Shepherd of Fire - Avenged Sevenfold (2013)